# Firgillio Lamsberg
Firgillio Lamsberg (Paramaribo, 27 januari 1991) is een Surinaams voetballer die speelt als doelman.

## Carrière
Lamsberg maakte zijn debuut in 2009 voor SV Leo Victor waar hij twee seizoenen speelde voordat hij naar SV Transvaal trok. Hij speelde er maar een seizoen voordat hij bij FC West United ging spelen in de derde klasse. Hij keerde het seizoen erop alweer terug naar het hoogste niveau bij SV Leo Victor waarmee hij de beker won in de twee seizoen die hij er speelde. In 2015 trok hij naar tweedeklasser SCV Jong Rambaan waarmee hij meteen promotie afdwong naar het hoogste niveau. Hij speelt sinds 2018 voor SV Voorwaarts.
In 2010 speelde hij een interland voor Suriname, het bleef bij deze ene interland.

## Erelijst
- Surinaamse voetbalbeker: 2013/14